# Aranhas
Aranhas ist eine Gemeinde (Freguesia) im portugiesischen Kreis Penamacor. In ihr leben 320 Einwohner (Stand 19. April 2021).